# 거제대교
거제대교(巨濟大橋)는 대한민국 경상남도 거제시와 통영시를 잇는 교량이다. 현대건설이 시공을 맡아 1971년 4월 8일에 개통하였다.

## 개요
1965년 5월 13일에 착공하여 1971년 4월 8일에 개통하였다. 개통 당시 통영군 용남면 신촌리와 거제군 사등면을 연결하였다. 길이 740m, 폭 10m, 높이 53m(해상 26m, 해저 27m)이며, 교각은 20개를 세웠다. 현대건설에서 시공하였으며, 연인원 33만명을 동원하여 5년 11개월만에 개통한 것이다.
거제대교 개통으로 거제도는 육지와 연결되었으며, 거제 조선소의 견인차 역할을 담당하였다. 지금은 많은 교통량으로 신거제대교가 길이 940m, 폭 20m 규모로서 1992년 10월에 착공하여 1999년 4월 22일 개통하였다.

## 같이 보기
- 신거제대교